# Balsenmühle

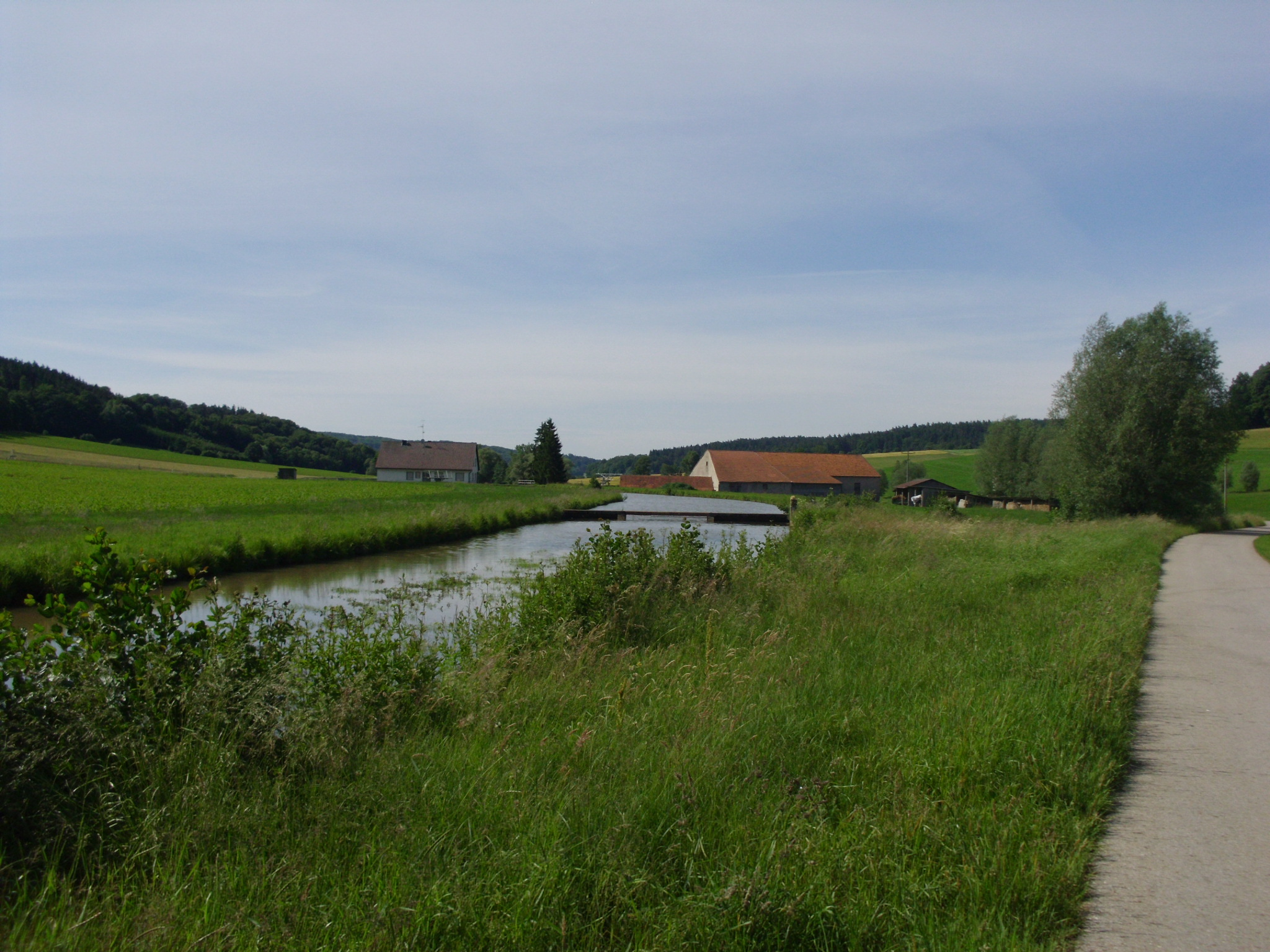
Die Balsenmühle

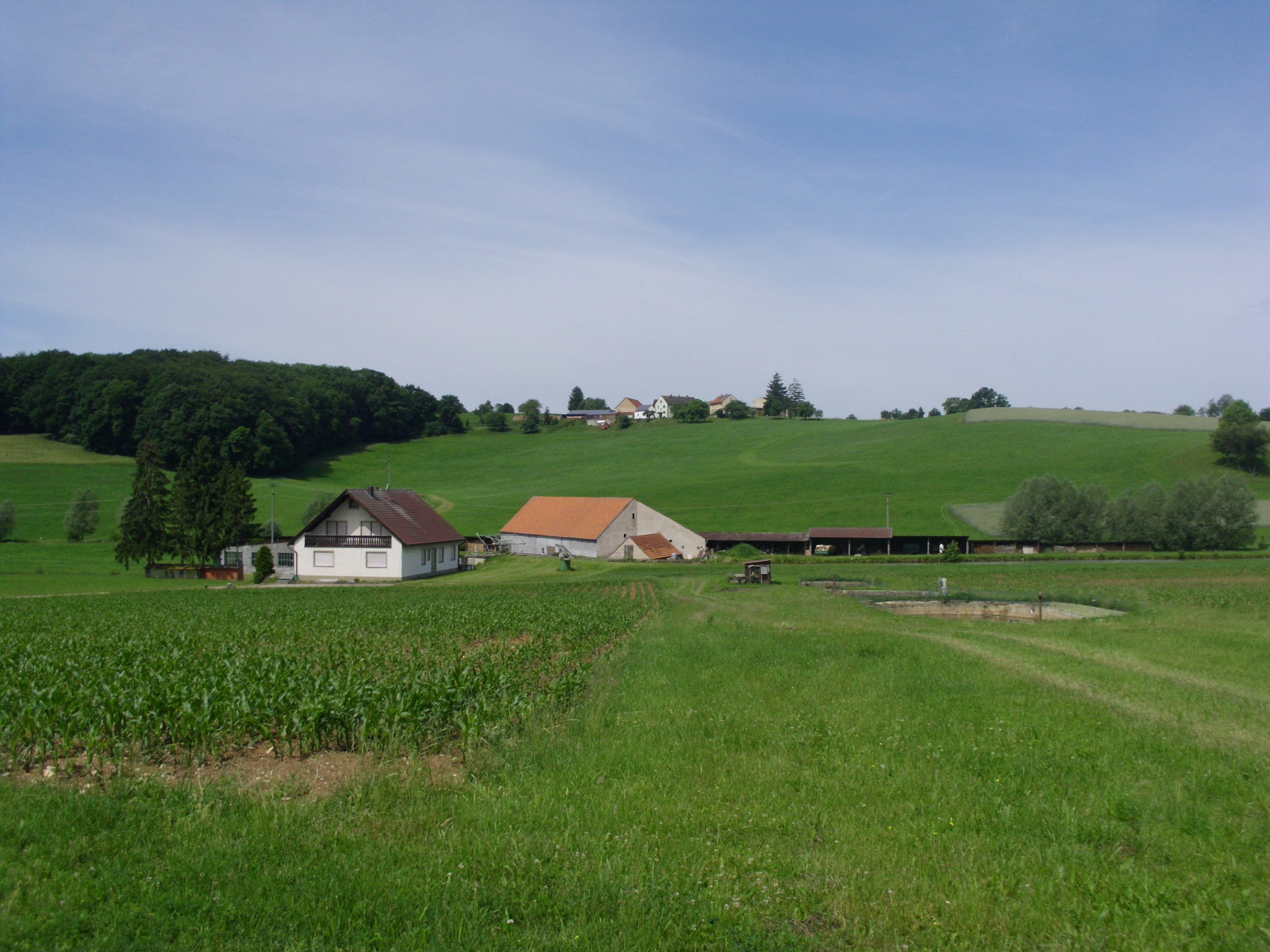
Die Balsenmühle und der Kreuthof

Balsenmühle (auch: Rohrmühle) ist ein Gemeindeteil des Marktes Heidenheim im Landkreis Weißenburg-Gunzenhausen (Mittelfranken, Bayern). Balsenmühle liegt in der Gemarkung Heidenheim.

## Lage
Die Einöde liegt in der Fränkischen Alb südlich von Heidenheim im Tal der Rohrach etwas westlich der Staatsstraße 2384.

## Geschichte
Erstmals wird die Mühle 1329 unter der Bezeichnung „Rormul“, weil von der Rohrach angetrieben, in einer Teilungsurkunde der Burg Hohentrüdingen genannt. Diese Mühlenbezeichnung hält sich mit kleinen Abweichungen bis 1616. So ist sie in einem Salbuch des Klosters Heidenheim von 1400 unter dem Namen „Rormühl“ verzeichnet; sie musste Abgaben in Form von Naturalien und Geld an das Kloster leisten. Die Vogtei übte die Herrschaft Hohentrüdingen aus; auch sie erhielt Abgaben aus der Mühle. Nach der Reformation und der Säkularisation des Klosters Heidenheim im Jahr 1537 gehörte die Mühle zum brandenburgisch-ansbachischen Kastenamt Hohentrüdingen.
Den neuen Namen „Palsenmühle“, der 1616 erstmals Erwähnung findet, erhielt die Mühle wohl nach einem Besitzer namens Bals/Pals nach 1608; 1682 erscheint als Müller ein Leonhard Palß. Beide Mühlennamen wechseln sich in der Folge ab. 1732 wird die Balsenmühle zu den 141 bürgerlichen Häusern Heidenheims gezählt. 1775 ist der damalige Eigentümer auch ein „Schneidemeister“, führte demnach wahrscheinlich neben der Mahlmühle bereits ein – später nachweisbares – Sägewerk. Zum Ende des Heiligen Römischen Reichs unterstand die „Balsen, oder Rohrmühl“ dem markgräflichen Verwalteramt Heidenheim und hochgerichtlich dem markgräflichen Oberamt Hohentrüdingen; kirchlich gehörte sie zur evangelischen Pfarrei Heidenheim.
1791/92 wurde die Mühle mit dem Markgrafentum Ansbach königlich-preußisch und 1806 königlich-bayerisch. Als 1808 Steuerdistrikte gebildet wurden, kam die Balsenmühle mit weiteren Mühlen und Einöden zum Steuerdistrikt Heidenheim im Landgericht Heidenheim. 1810 wurde die Mühle aus dem Steuerdistrikt herausgelöst und der Gemeinde Hechlingen zugeteilt. Durch das Gemeindeedikt von 1818 wurde dies wieder rückgängig gemacht und die Balsenmühle der nunmehrigen Marktgemeinde Heidenheim einverleibt.
1824 wohnten in der Mühle zehn Personen. 1833 war die Mühle mit zwei Mahlgängen und einem Gerbgang ausgestattet; an Grund gehörten zu ihr 10,3 ha Acker und 4,1 ha Wiese. Seit 1872 ist das Anwesen, das nunmehr auch eine Sägemühle umfasst, in der Hand der heutigen Besitzerfamilie. 1930 wurde eine Wasserkraft- und Lichtanlage eingebaut. 1940 wurde die Mühle nur noch zum Schrotmahlen verwendet. 1950 hatte die Mühle fünf Bewohner, 1961 und 1979 sechs.
1862 ging das Landgericht Heidenheim, in dem die Rohrmühle seit 1808 lag, im Bezirksamt (dem späteren Landkreis) Gunzenhausen auf. Mit der Gebietsreform in Bayern kam die Mühle mit Heidenheim 1972 mit dem aufgelösten Landkreis Gunzenhausen in den neuen Landkreis Weißenburg-Gunzenhausen. Heute ist sie Sitz eines Fuhrunternehmens.